# Byblos (marque)
Pour les articles homonymes, voir Byblos (homonymie).
Byblos est une marque de mode italienne créée en 1973 par la famille Girombelli, nommée ainsi en référence à l'hôtel Byblos, situé à Saint-Tropez.
Gianni Versace en est le directeur artistique de 1975 à 1979. De 1979 à 1982, Guy Paulin le remplace à ce poste, suivi de Keith Varty et Alan Cleaver.
Aujourd'hui[Quand ?], c'est Manuel Facchini, qui a travaillé chez Fendi, Vivienne Westwood et Aglomania, notamment, qui assure la direction artistique de Byblos, marquant par ses collections futuristes et sophistiquées toute l'originalité de la marque.
En 2018, la marque est dirigée par Enrico Vanzo au poste de directeur général, et Manuel Facchini, à la direction artistique. Cette année-là, Byblos participe à la Fashion Week de Milan.